# Seleuc d'Alexandria
Seleuc (en llatí Seleucus, en grec antic Σέλευκος) fou un gramàtic d'Alexandria (Egipte) que també va ensenyar a Roma.
Va rebre el malnom d'Homèric (Homericus). A més de diversos comentaris sobre molts poetes va escriure un bon nombre d'obres gramaticals i de miscel·lànies, els títols de les quals apareixen relacionats a Suides. Am el nom de Seleuc d'Alexandria es coneixen altres personatges menors, que juntament amb aquest consten als reculls de Fabricius (Bibliotheca Graeca I. 86, 184; II, 27; IV, 166; V, 107) i Vossius (Historia Graeca 496).